# Bolbogonium kabulicum
Bolbogonium kabulicum is een keversoort uit de familie cognackevers (Bolboceratidae). De wetenschappelijke naam van de soort werd in 1977 gepubliceerd door Nikolajev & Kabakov.